# Boehmeria anisoneura
Boehmeria anisoneura là loài thực vật có hoa trong họ Tầm ma. Loài này được Guillaumin mô tả khoa học đầu tiên năm 1932.